# یواس‌اس زونی (ای‌تی‌اف-۹۵)
یواس‌اس زونی (ای‌تی‌اف-۹۵) (به انگلیسی: USS Zuni (ATF-95)) یک کشتی است که طول آن ۲۰۵ فوت ۶ اینچ (۶۲٫۶۴ متر) می‌باشد. این کشتی در سال ۱۹۴۳ ساخته شد.